# Promyrmekiaphila clathrata
Promyrmekiaphila clathrata là một loài nhện trong họ Euctenizidae. Loài này phân bố ở Hoa Kỳ.